# Stara Loka
Stara Loka este o localitate din comuna Škofja Loka, Slovenia, cu o populație de 808 locuitori.